# Luis Engelberto de Arenberg
Luis Engelbert de Arenberg (3 de agosto de 1750 en Bruselas - 7 de marzo de 1820 en Bruselas), apodado el duque ciego, fue entre 1778 y 1801 el 6.º duque de Arenberg y el 12.º duque de Aarschot. Entre 1803 y 1810 gobernó el Ducado en el noroeste de Alemania también llamado Ducado de Arenberg.
Nació en Bruselas como hijo de Carlos María Raimundo de Arenberg, uno de los nobles más prominentes en los Países Bajos Austríacos, y de Luisa Margarita von der Mark und Schleide.
A la edad de 24 años, durante una cacería, fue golpeado en la cara por una escopeta y permaneció ciego por el resto de su vida. Incapaz de seguir la usual carrera militar, recurrió a la ciencia, el arte y la música.
Bajo su patronazgo, el primer vuelo en globo lleno de gas de la historia despegó del jardín de delante del Castillo de Arenberg el 21 de noviembre de 1783; el piloto del globo fue el profesor Jan Pieter Minckeleers.
Al principio de la Revolución francesa, tuvo éxito en retener sus posesiones, pero cuando Bonaparte anexó Renania, perdió la mayor parte de sus territorios. En el Reichsdeputationshauptschluss de 1803, no obstante, fue  compensado con Recklinghausen y Meppen, todo junto también llamado Ducado de Arenberg. En 1810 abdicó en favor de su hijo Próspero Luis.
Luis Engelbert fue nombrado senador por Napoleón y conde del Primer Imperio Francés. Después de 1815, regresó a Bélgica, donde fue restaurado a la familia el Ducado de Arenberg por el Congreso de Viena, aunque sin la soberanía anterior.

## Matrimonio e hijos
Luis Engelbert contrajo matrimonio con Luisa Antonieta de Lauragais, hija del Conde Luis Leopoldo de Lauraguais. Tuvieron seis hijos:
- Paulina (1774-1810), desposó al Conde José Juan von Schwarzenberg (1769-1833)
- Luis Engelbert (1777)
- Próspero Luis, 7.º Duque de Arenberg (1785-1861), su sucesor
- Filemón Pablo María (1788-1844), Obispo de Namur
- Pedro de Alcantara Carlos (1790-1877), a partir de 1828 Duque francés y Par, desposó a Alicia María Carlota de Talleyrand-Périgord (1808-1842) de la Casa de Talleyrand-Périgord
- Felipe José (1794-1815)